# Il colore dei pensieri
Il colore dei pensieri è il ventesimo album del gruppo musicale italiano dei Pooh, uscito nel 1987. Nella hit parade annuale risulta il 32º album più venduto.

## Il disco
La tematica del colore si ritrova anche nella copertina, che ritrae i Pooh le cui teste sono nascoste da teli variopinti.
La città di Bologna, di cui è originario Dodi Battaglia, viene ricordata nel pezzo dedicato al giorno di Santa Lucia (13 dicembre), nella credenza popolare la notte più lunga dell'anno (Santa Lucia la notte più lunga che ci sia. Detto popolare), anche se in realtà la notte più lunga coincide con il solstizio d'inverno (notte tra il 21 e il 22 dicembre).
Come il precedente, si avvale del supporto di una sezione di fiati. A conclusione dell'album, un duetto musicale tra violoncello e pianoforte (Red e Roby) ricorda i tempi passati, nonché il ritardo tecnologico e la malinconia che caratterizzava i paesi dall'altra parte della cortina di ferro come l'Unione Sovietica.
Il colore dei pensieri è un album che differisce notevolmente dai precedenti, risulta infatti essere più caldo come suoni e con un ritorno impegnato nella stesura dei testi, che assumono connotati più raffinati ed eleganti rispetto a quelli di più facile impatto del periodo posteriore alla pubblicazione di Palasport.
Il tema ecologista si sviluppa in Acqua dalla luna, canzone rock che si snoda sulla stessa struttura compositiva di Giorni infiniti. La descrizione malinconica di come si vive nei paesi del Patto di Varsavia porta l'ascoltatore a commuoversi e a riflettere sulle note di Dall'altra parte, brano conclusivo dell'album, che si apre con una introduzione al pianoforte molto malinconica che lo stesso Facchinetti ammette di aver mutuato da una composizione sentita quasi un decennio prima durante un soggiorno in Romania in occasione della loro tournée nei paesi dell'Est Europa.
Non manca nemmeno la solita citazione autobiografica nella meno impegnata ma trascinante Siamo ancora sulla strada, nella quale vengono ripresi, a quasi un decennio di distanza, gli stessi temi e le stesse frasi della più conosciuta Pronto, buongiorno è la sveglia. Le citazioni da dischi precedenti non finiscono qua, infatti in Santa Lucia, terza traccia del disco, il testo è l'ideale continuo della storia raccontata in Mio padre una sera del 1972.
Fra i brani che son rimasti di più nella memoria dei fans si ricordano Tu dov'eri e Città di donne, riproposte più volte nel corso degli anni, nelle abituali tournée della band.
L'introduzione musicale del pezzo "Per te domani" è stata utilizzata per diversi anni dall'emittente televisiva Italia 7 come jingle, negli intermezzi pubblicitari.
È il primo album del gruppo inciso con tecnologia DMM (Direct Metal Mastering, di solito riservato alla musica classica), utilizzando per la registrazione un banco NEVE, tecnologicamente avanzato e all'avanguardia per l'epoca.
Il brano Mai dire mai presente sul CD ha un intro ed un outro differenti dalle versioni in vinile e musicassetta. Il brano Siamo ancora sulla strada ha, nella versione su CD, un outro maggiore rispetto alla versione in vinile e musicassetta.

## Tracce
1. Per te domani (Facchinetti-Negrini) - 4'17" - Voce principale: Roby
2. Mai dire mai (Battaglia-Negrini) - 5'11" - Voci principali: Red, Dodi, Roby
3. Santa Lucia (Battaglia-Negrini) - 4'23" - Voci principali: Dodi, Roby
4. Tu dov'eri (Facchinetti-Negrini) - 4'28" - Voci principali: Roby, Dodi, Red, Stefano
5. Acqua dalla Luna (Facchinetti-Negrini) - 4'43" - Voce principale: Roby
6. Città di donne (Canzian-Negrini) - 4'47" - Voce principale: Red
7. Non sei lei (Facchinetti-Negrini) - 4'02" - Voci principali: Stefano, Roby
8. Io sto con te (Battaglia-D'Orazio) - 4'07" - Voce principale: Dodi
9. Siamo ancora sulla strada (Facchinetti-D'Orazio) - 4'32" - Voce principale: Red, Roby
10. Dall'altra parte (Facchinetti-Negrini) - 6'02" - Voce principale: Roby

## Formazione
- Roby Facchinetti - voce, pianoforte, tastiera
- Dodi Battaglia - voce, chitarra
- Stefano D'Orazio - voce, batteria, percussioni
- Red Canzian - voce, basso, violoncello

Altri musicisti
- I Declam - fiati